# WXV 3 2024
Il WXV 3 2024 fu la terza divisione del WXV 2024, 2ª edizione del torneo annuale di World Rugby per squadre nazionali femminili di rugby a 15.
Si tenne dal 27 settembre 2024 al 13 ottobre 2024  negli Emirati Arabi Uniti tra 6 squadre nazionali qualificate alla competizione tramite vari tornei continentali e spareggi nel corso di quello stesso anno.
La vincitrice del torneo fu la Spagna, alla sua prima affermazione in tale divisione di torneo; insieme alla seconda classificata Samoa, la formazione iberica guadagnò anche la qualificazione alla Coppa del Mondo 2025 in Inghilterra.
Il valore delle marcature, come stabilito da World Rugby nel 2017, è: 5 punti per ciascuna meta (7 se trasformata), 7 punti per la meta tecnica, 3 punti per la realizzazione di ciascun calcio piazzato, idem per il drop.

## Formato
Al torneo presero parte sei squadre qualificatesi tramite i trofei continentali tenutisi in quello stesso anno: dall'Europa provenne la Spagna campione continentale, sconfitta nello spareggio contro la sesta qualificata del Sei Nazioni; da Asia e Africa provennero le due squadre seconde classificate dei propri campionati continentali, rispettivamente Hong Kong e Madagascar; il campionato oceaniano inviò Figi e Samoa e la sesta squadra, i Paesi Bassi, provenne dallo spareggio vinto da quest'ultima contro la Colombia, sesta classificata del WXV 3 precedente.
Le sei squadre furono ripartite in due gironi da tre ciascuna; ogni squadra di un girone giocò contro tutte quelle dell'altro, per un totale di tre incontri per squadra e nove totali; la classifica si compose secondo le regole del punteggio dell'Emisfero Sud (4 punti a vittoria, 2 a pareggio, nessuno alla sconfitta, 1 punto di bonus per la squadra che segni 4 mete e 1 punto in caso di sconfitta con meno di 8 punti di scarto), e la squadra prima classificata fu vincitrice del WXV 2.
Il torneo servì anche come qualificazione alla Coppa del Mondo di rugby femminile 2025: le migliori squadre in classifica tra quelle già non qualificate alla competizione mondiale vi raggiunsero l'accesso.

## Squadre partecipanti
| Girone 1  | Girone 2    |
| --------- | ----------- |
| Hong Kong | Figi        |
| Samoa     | Madagascar  |
| Spagna    | Paesi Bassi |

## Risultati

### 1ª giornata
| Arbitro: | Mélissa Leboeuf |

| |    |  |
| Piquero 3’, 47’, 54’ Cisa 6’, 20’ Blanco 11’ Pérez 17’ Argudo 25’ Castellucci 39’ Peña 50’ Fernández de Corres 57’ Román Mallén 69’ Calvo 74’ | mt |  |
| Argudo 3’, 17’, 20’, 25’, 39’ Peña 54’ Pérez 57’, 69’, 74’                                                                                    | tr |  |

| Arbitro: | Tyler Miller |

|                                                                 |      |               |
| Korovata 2’ Lomani 5’ Naisewa 42’, 71’ Adi Tove 59’ Waisega 65’ | mt   |               |
| Tisolo 42’, 59’, 65’, 71’                                       | tr   |               |
|                                                                 | c.p. | 15’ Hoi-ching |

| Arbitro: | Natarsha Ganley |

|           |      |             |
| Gevers 4’ | mt   | 80+2’ Sio   |
| Kievit 8’ | c.p. | 26’ Siataga |

### 2ª giornata
| Arbitro: | Shanda Assmus |

|                  |    |                                                                        |
| Raharimalala 68’ | mt | 14’ G. Rivers 30’ Forrest 37’ Dhar 51’ Z. Smith 61’ Fion Got 80’ Lynam |
| Razanamahefa 68’ | tr | 14’, 30’, 51’, 61’ Z. Smith                                            |

| Arbitro: | Holly Wood |

|                             |      |                                                                      |
| Naisewa 18’ Tisolo 44’, 71’ | mt   | 4’ Fiafia 21’ Mamea 55’ Wright-Akeli 60’, 67’ Bloomfield 78’ Savelio |
| Tisolo 18’                  | tr   | 21’, 60’, 78’ Siataga                                                |
|                             | c.p. | 8’, 26’, 29’ Siataga                                                 |

| Arbitro: | Jess Ling |

|  |      |                                        |
|  | mt   | Blanco 47’ Alameda 53’ Castellucci 59’ |
|  | tr   | Argudo 53’                             |
|  | c.p. | Argudo 20’                             |

### 3ª giornata
| Arbitro: | Holly Wood |

|                                                                                         |      |                                   |
| Siataga 8’ Vatau 25’ Fanene Lolo 32’, 56’ Aiolupotea 44’ Niupulusu 47’ Wright-Akeli 80’ | mt   | 4’ Rasoarimalala 36’ Razanamahefa |
| Siataga 8’, 32’, 44’, 56’                                                               | tr   | 37’ Razanamahefa                  |
| Siataga 23’                                                                             | c.p. | 52’ Razanamahefa                  |

| Arbitro: | Tyler Miller |

|                                                              |      |              |
| Gevers 10’, 80+2’ v. Nifterik 15’ Veerkamp 53’ Stallmann 72’ | mt   |              |
| Lemmens 72’                                                  | tr   |              |
| Stallmann 42’, 48’                                           | c.p. | 34’ Z. Smith |

| Arbitro: | Natarsha Ganley |

|               |      |            |
| Milinia 80+3’ | mt   | 36’ Capell |
|               | tr   | 36’ Pérez  |
| Tisolo 21’    | c.p. | 77’ Pérez  |

## Classifica
| Pos | Squadra     | G | V | N | P | PF  | PS  | DP   | BMP | Pt |
| --- | ----------- | - | - | - | - | --- | --- | ---- | --- | -- |
| 1   | Spagna      | 3 | 3 | 0 | 0 | 113 | 8   | +105 | 1   | 13 |
| 2   | Samoa       | 3 | 2 | 1 | 0 | 99  | 40  | +59  | 2   | 12 |
| 3   | Paesi Bassi | 3 | 1 | 1 | 1 | 41  | 31  | +10  | 1   | 7  |
| 4   | Figi        | 3 | 1 | 0 | 2 | 63  | 58  | +5   | 2   | 6  |
| 5   | Hong Kong   | 3 | 1 | 0 | 2 | 44  | 78  | −34  | 1   | 5  |
| 6   | Madagascar  | 3 | 0 | 0 | 3 | 22  | 167 | −145 | 0   | 0  |